# Readstown, Wisconsin
Readstown là một làng thuộc quận Vernon, tiểu bang Wisconsin, Hoa Kỳ. Năm 2006, dân số của làng này là 395 người.